# Pretty in Pink
Pretty in Pink is een Amerikaanse romantische tienerkomedie uit 1986 onder regie van Howard Deutch. De film wordt gewoonlijk geïdentificeerd als een Brat Pack-film.

## Verhaal
Andie is een arm, impopulair meisje op de middelbare school. Haar vriend, Duckie, is smoorverliefd op haar. Zij ziet hem echter slechts als een vriend. Dan wordt ze verliefd op de populairste en rijkste jongen van school, Blane. Blane blijkt ook verliefd op haar te zijn, maar moet veel opofferen in zijn sociale leven om bij haar te kunnen zijn. En kan hij dit wel doen?

## Rolverdeling
| Acteur             | Personage       |
| ------------------ | --------------- |
| Molly Ringwald     | Andie Walsh     |
| Andrew McCarthy    | Blane McDonnagh |
| Jon Cryer          | Duckie          |
| Annie Potts        | Iona            |
| Harry Dean Stanton | Jack Walsh      |
| James Spader       | Steff           |
| Kate Vernon        | Benny Hanson    |
| Jim Haynie         | Donnelly        |
| Alexa Kenin        | Jena Hoeman     |
| Emily Longstreth   | Kate            |
| Margaret Colin     | Lerares Engels  |